# 京都バス嵐山営業所
京都バス嵐山営業所（きょうとバスあらしやまえいぎょうしょ）は京都市右京区嵯峨明星町にある京都バスの営業所である。主に嵯峨嵐山地域を運行する路線を管轄している。

## 沿革
- 1961年7月：嵐山営業所を新設し、帷子辻営業所から移転[1]。
- 1969年10月：当営業所運行路線に系統番号が設定される。
- 2018年12月：本社兼嵐山営業所の建替えが完了する[2]。

## 路線
路線名は、かつてホームページなどでも用いられていたが、2025年現在、旅客案内上は系統番号のみ使用されている。嵐山営業所管轄路線の系統番号には一定の規則性があり、十の位が路線名を、一の位が嵐山側の発着地を表している。
以前は旧84系統を除き全系統多区間系統だったが、京都市交通局（京都市営バス）との間で嵯峨・嵐山地区を均一運賃とすることとしたため、2014年3月22日より、比叡山線、嵐山高雄線を除いて均一路線になった。

### 京都駅線
- 運行中の路線(2025年3月31日現在)
  - 72：清滝 → 鳥居本 → 嵐山天龍寺前(嵐電嵐山駅) → 阪急嵐山駅前 → 有栖川 → 帷子ノ辻 → 太秦広隆寺前 → 西大路四条 → 四条烏丸 → 京都駅前（片道のみ）
  - 快速72：清滝 → （各停） → 山ノ内 → 西大路四条 → 四条烏丸 → 烏丸松原 → 烏丸五条 → 烏丸七条 → 京都駅前（片道のみ）
  - 73：京都駅前 - 四条烏丸 - 西大路四条 - 太秦広隆寺前 - 帷子ノ辻 - 有栖川 - 阪急嵐山駅前 - 松尾大社前 - 苔寺・すず虫寺
  - 快速73：苔寺・すず虫寺 → （各停） → 山ノ内 → 西大路四条 → 四条烏丸 → 烏丸松原 → 烏丸五条 → 烏丸七条 → 京都駅前（片道のみ）
  - 75：京都駅前 - 四条烏丸 - 西大路四条 - 太秦広隆寺前 - 帷子ノ辻 - 有栖川
  - 76：京都駅前 - 四条烏丸 - 西大路四条 - 太秦広隆寺前 - 帷子ノ辻 - 有栖川 - 阪急嵐山駅前
  - 庫：苔寺・すず虫寺 → 松尾大社前 →（罧原堤防）→ 嵯峨美術大学前 → 有栖川（土曜の夜1便のみ）
- 過去の路線
  - 71：京都駅前 - 四条烏丸 - 西大路四条 - 太秦広隆寺前 - 帷子ノ辻 - 有栖川 - 阪急嵐山駅前 - 嵐山天龍寺前(嵐電嵐山駅) - 嵯峨釈迦堂前 - 大覚寺
  - 快速71：大覚寺 → （各停） → 山ノ内 → 西大路四条 → 四条烏丸 → 烏丸松原 → 烏丸五条 → 烏丸七条 → 京都駅前
  - 74：京都駅前 → 四条烏丸 → 西大路四条 → 太秦広隆寺前 → 帷子ノ辻 → 有栖川 → 阪急嵐山駅前 → 嵐山天龍寺前(嵐電嵐山駅) → 嵯峨釈迦堂前 → 大覚寺 → 清滝
  - 快速76：阪急嵐山駅前 → （各停） → 山ノ内 → 西大路四条 → 四条烏丸 → 烏丸松原 → 烏丸五条 → 烏丸七条 → 京都駅前
  - 快速77：嵯峨小学校前 → 嵐山天龍寺前(嵐電嵐山駅) → （各停） → 山ノ内 → 西大路四条 → 四条烏丸 → 烏丸松原 → 烏丸五条 → 烏丸七条 → 京都駅前

- 沿革
  - 2004年4月1日：壬生寺道停留所を新設する。
  - 2007年2月17日：快速72、快速73系統を新設する。
  - 2010年10月30日：74系統を新設し、72系統を阪急嵐山駅前経由に経路変更する。
  - 2013年3月30日：72系統を京都駅方面行きのみの運行とする。
  - 2013年11月16日：72系統の嵐山方面行きの運行を再開する。74系統の日中の運転を取りやめ、京都駅方面行きのみの運行とする。
  - 2017年3月18日：76、77系統を新設し、71、快速71、快速73系統の運転を取りやめる。74系統を嵐山方面行きのみの運行とする[4]。
  - 2018年3月17日: 快速73系統の運転を再開し、快速72系統の運転を取りやめる。74系統を春分の日のみの運行とする[5]。

京都駅から四条烏丸、四条大宮を経由して、東映太秦映画村、広隆寺、嵐山、大覚寺、苔寺（西芳寺）、すず虫寺（華厳寺）といった著名な観光地を経由する路線である。
現在は73系統を中心に運転を行っており、昼間は概ね20～40分間隔で運転されている。快速系統は山ノ内～京都駅間で快速運転を行う。その他の系統は各日とも数本ずつ運転されるのみとなっている。
2010年10月30日の改正以前は運行パターンが大きく異なり、71･72･73の3系統を1時間に1 - 2本程度ずつ、系統が重なる京都駅 - 嵐山は15分毎の運行を行っていた。本改正で71系統と72系統を統合した74系統を新設し、日中は73系統を1時間に2本、74系統を1時間に1本運行し、系統が重なる京都駅 - 嵐山は20分毎の運行を行っていた。2013年秋のダイヤ改正で74系統は大幅に削減され（同時に減便されていた72系統の本数が再び増加）、末期は清滝行きの片道1便のみが残存していたが、2018年のダイヤ改正で春分の日のみの運行に変更された。

### 花園線
- 運行中の路線(2025年3月31日現在)
  - 62：四条河原町 - 三条京阪前 - 烏丸御池 - 二条駅前 - 円町駅前 - 常盤仲之町 - 太秦映画村前 - 有栖川 - 阪急嵐山駅前 - 嵐山天龍寺前(嵐電嵐山駅) - 嵯峨釈迦堂前 - 鳥居本 - 清滝
  - 63：四条河原町 - 三条京阪前 - 烏丸御池 - 二条駅前 - 円町駅前 - 常盤仲之町 - 太秦映画村前 - 有栖川 - 阪急嵐山駅前 - 松尾大社前 - 苔寺・すず虫寺
  - 65：四条河原町 - 三条京阪前 - 烏丸御池 - 二条駅前 - 円町駅前 - 常盤仲之町 - 太秦映画村前 - 有栖川
  - 66：四条河原町 - 三条京阪前 - 烏丸御池 - 二条駅前 - 円町駅前 - 常盤仲之町 - 太秦映画村前 - 有栖川 - 阪急嵐山駅前
- 過去の路線
  - 61：大覚寺 → 嵐山 → 有栖川 → 太秦映画村道 → 二条駅前 → 烏丸御池 → 四条河原町 → 三条京阪前
  - 64：四条河原町 - 三条京阪前 - 烏丸御池 - 二条駅前 - 円町駅前 - 太秦映画村前 - 有栖川 - 阪急嵐山駅前 - 京福嵐山駅前 - 嵯峨釈迦堂前 - 大覚寺 - 鳥居本 - 清滝
  - 67：嵯峨小学校前 → 嵐山天龍寺前(嵐電嵐山駅)  → 嵐山 → 有栖川 → 太秦映画村前 → 二条駅前 → 烏丸御池 → 四条河原町 → 三条京阪前

京都市内随一の繁華街である四条河原町、三条京阪から御池通を通り、太秦映画村、広隆寺、嵐山、大覚寺、苔寺、すず虫寺といった著名な観光地を経由する路線である。市内中心部から鉄道だと乗り換えが必要な観光地に直通することができる。
2010年10月30日以前は、61･62･63系統はそれぞれ45分に1本程度、四条河原町 - 嵐山で15分毎のダイヤとなっていたが、2010年10月30日のダイヤ改正で、61系統と62系統を統合した64系統を新設し、日中以降は63系統と64系統を主体とする運行に変更された。
現在、運行の主体は63･66系統となっており、平日・土休日とも両系統を15〜20分間隔で運行している。その他、嵐山営業所から四条河原町への出入庫系統として65系統が運行されているが、62･67の各系統は数便ずつの運行にとどまる。かつて嵐山営業所から四条河原町への出庫便は61系統の区間便として運行されていたが、2017年3月18日より65系統として運行されるようになり、その後、嵐山営業所から大覚寺方向への出庫便の運行終了とともに61系統は廃止となった。ただし、嵐山営業所から清滝への出庫便については引き続き62系統として運行されている。
道路が狭かった花園駅前 - 太秦広隆寺前では、長く東行きが常磐仲之町経由、西行きが一の井町経由と経路が異なっていたが、道路が拡張されたことで2014年10月16日に西行きも常磐仲之町経由となった。ただし、その後も63系統の西行き朝1便のみ一の井町経由で運行されていた。しかし2018年のダイヤ改正により一の井町経由の運行便は春分の日のみの運行に変更され、その後2022年のダイヤ改正により同経路は廃止された。

### 五条線
- 運行中の路線(2025年3月31日現在)
  - 81：有栖川 → 角倉町 → 常盤仲之町 → 双ヶ岡 →太秦天神川駅前 → 西京極スポーツセンター前 →西大路五条 →京都駅前
  - 83：京都駅前 → 西大路五条 → 西京極 → 太秦天神川駅 → 太秦広隆寺前 → 帷子ノ辻 → 有栖川 → 阪急嵐山駅前 → 松尾大社前 → 苔寺・すず虫寺
- 過去の路線
  - (旧)84：京都駅前 - 西大路五条 - 西京極 - 双ヶ岡 - 福王子 - 京福御室駅前[8]
  - (新)84：京都駅前 - 西大路五条 - 西京極 - 双ヶ岡 - 常盤仲之町 - 嵯峨中学前 - 嵯峨釈迦堂前 - 大覚寺 - 清滝
  - 85：京都駅前 → 西大路五条 → 西京極 → 太秦天神川駅 → 双ヶ岡 → 常盤仲之町 → 嵯峨中学前 → 角倉町 → 有栖川 → 阪急嵐山駅前
  - (旧)86：京都駅前 → 西大路五条 → 西京極 → 太秦天神川駅 → 太秦広隆寺前 → 帷子ノ辻 → 有栖川 → 阪急嵐山駅前

- 沿革
  - 2007年2月17日：ダイヤ改正に伴い、84系統（京都駅 - 御室仁和寺・京福御室駅）を京都駅発のみに変更する。
  - 2008年3月29日：京都市営地下鉄東西線延伸に伴い、81、83系統は太秦天神川バスターミナルに乗り入れを行う。84系統は運行を取りやめる。
  - 2013年11月16日：84系統（京都駅 - 大覚寺 - 清滝）を新設、83系統は運行を取りやめる。
  - 2017年3月18日：85系統（京都駅 - 太秦天神川駅 - 有栖川）･86系統（京都駅 - 角倉町 - 有栖川）を新設、84系統は運行を取りやめる[4]。
  - 2018年3月17日：81系統の（嵯峨瀬戸川町 - 大覚寺）を（角倉町 → 嵯峨瀬戸川町）に変更、86系統を新丸太町通から三条通経由に変更した上で、阪急嵐山駅前まで延長、83系統（京都駅 → 苔寺・すず虫寺）を新設、85系統は運行を取りやめる[5]。
  - 2023年3月27日：81系統を有栖川始発に変更。

京都駅線と異なり、五条通、天神川通、丸太町通を走行する。過去には、嵐山を経由して大覚寺に行くものや嵐山止まり、さらには苔寺行きや大覚寺経由の清滝行きもあったが、現在ではすべて廃止されている。
旧84は途中の双ヶ岡から北上し、福王子で右折して御室仁和寺に至る系統で、唯一京福御室駅前に入る系統であった。90年代の初めまでは毎時ほぼ一本を確保していたが、90年代の中ごろには1日2本（休日は1.5本）の運行となり、2007年2月17日の改正より休日のみ京都駅発が運行されるだけとなり、2008年3月29日のダイヤ改正により廃止となった。
2021年現在は、各系統とも平日に数便ずつ運行されているのみとなっている。

### 嵐山・嵯峨野シャトルバス
- 運行中の路線(2025年3月31日現在)
  - 90：清滝 → （大覚寺） →  嵯峨小学校前 → （嵐山天龍寺前） →  阪急嵐山駅前
  - 92：阪急嵐山駅前 → 嵐山天龍寺前 → 嵯峨小学校前 → 清滝
  - 94：阪急嵐山駅前 → 嵐山天龍寺前 → 嵯峨小学校前 → 大覚寺 → 清滝（小渕町は重複）
- 過去の路線
  - 嵐山・嵯峨野周遊シャトルバス：苔寺・すず虫寺 - 阪急嵐山駅前 - 京福嵐山駅前 - 嵯峨小学校前 - 大覚寺 - 清滝（小渕町は重複）

- 沿革
  - 2009年3月28日　嵐山・嵯峨野周遊シャトルバスを運行開始。土曜休日ダイヤの運行[9]。
  - 2010年10月30日：94系統に変更し、苔寺 - 阪急嵐山駅前間を廃止。
  - 2017年3月18日：京都駅線･花園線の清滝乗り入れ大幅縮小に伴い、92系統を新設[4]。
  - 2018年3月17日：昼間の94系統を1時間1本に減便[5]。
  - 2025年3月31日：清滝発阪急嵐山駅行きの系統番号を90系統に変更。92・94系統と異なり、大覚寺経由の有無で番号は変わらない[10]。

### 叡山線（比叡山ドライブバス）
- 51：京都駅前 - 四条烏丸（ → 烏丸今出川 → ／ ← 三条京阪前 ← ）出町柳駅前 - 銀閣寺道 - 地蔵谷 - 山中 - 田の谷峠 - ロテル・ド・比叡 - 延暦寺バスセンター - 比叡山頂
  - 1958年4月19日：比叡山ドライブウェイ開通とともに、京都駅 - 四明獄間で、京阪バス、京都市営バスと共同で運行を開始する（京阪バス55年史などに掲載）。のちに四明獄への立ち寄りを廃止する。
  - 1981年5月：高野営業所から嵐山営業所に管轄変更[1]。
  - 2002年4月1日：京都市中心部におけるクローズドドア制を廃止する。

京都駅と比叡山頂を結ぶ路線バスである。京阪バスとの共同運行路線である。地蔵谷以西は均一運賃区間内。京都市内の均一区間においても京都市の各種優待乗車証での利用はできない。京都観光一日・二日乗車券での利用もできなかった。
経由地および比叡山地区は高野営業所の方が近いものの、本路線は京都バス担当の全便が嵐山営業所の管轄である。
ルートは、京都駅 - 出町柳駅前間で多少異なり、比叡山頂行きは、京都駅前から烏丸通・今出川通経由で出町柳駅前に至る。京都駅行きは、出町柳駅前から川端通・四条通・烏丸通を経て京都駅に至る。
出町柳駅からは、各路線両方向とも同じルートを取り、今出川通・白川通を経由し、北白川別当町の交差点で京都府道・滋賀県道30号下鴨大津線（山中越え）に入り（山中バイパス経由）、田の谷峠で比叡山ドライブウェイに入り、比叡山方面へと向かう。
本系統は、冬季（12月第一月曜から翌年3月第三金曜）は全便運休する（京阪バスの「京都比叡山線」(比叡山ドライブバス)もすべて運休となる）。また、比叡山ライトアップ根本中堂が行われるときには、夜間に京都駅 - 比叡山の臨時バスが運行される（詳細は京阪バス山科営業所の項を参照）。

### 嵐山高雄線（嵐山-高雄パークウエイバス）
- 嵐山・高雄パークウェイバス： 西山高雄 → （嵐山-高雄パークウエイ経由） → 鳥居本 → 嵯峨釈迦堂前 → 嵐山 → 阪急嵐山駅前（春分の日のみ運転）

- 沿革
  - 1966年4月：嵐山高雄線が開業する。4月～11月の日曜祝日に運転[1]。
  - 2019年3月：「阪急嵐山駅前 → 西山高雄」の運行を取りやめ。以降は春分の日のみ片道運行に変更。
  - 2025年3月31日：系統番号（90系統）の使用を止める[11]。

紅葉の季節になると運行される路線であったが、現在は春分の日しか運行されない。
2000年代には10月1日から10月22日までの土曜・休日と11月の文化の日周辺と11月11日から30日までの毎日に運行されていたが、2014年以降は紅葉最盛期となる11月中旬から下旬の土曜・休日のみ（実運行日は4日または5日）に減少した。2018年は運行されなかったが、2019年に春分の日のみ片道運行に変更され、以後この形態で運転されている。
本系統は、2010年10月29日までは阪急嵐山駅の駅前広場に乗り入れる唯一の路線であった。また、高雄に向かう京都市営バス8号系統（高雄線）や西日本JRバス高雄・京北線が国道162号（天神川通・周山街道）経由なのに対して、本系統は阪急嵐山駅を出ると渡月橋をわたり、京福嵐山駅を経由し、清滝道を進み嵐山-高雄パークウエイを走行する。なお、過去には京都市営バスが当道路を走行していたが、廃止となっている。
西山高雄は高雄駐車場内にあり、高雄バス停（国道162号線上）からは階段で行くことができる。

### その他の路線
- 臨時：嵯峨瀬戸川町 - 嵯峨嵐山駅前 - 常盤仲之町 - 文化庁前・府庁前 - 裁判所前 - 河原町丸太町（ → 川端丸太町）
  - 2022年3月19日：「臨丸太町」として運行開始[12]。
  - 2025年3月31日：系統案内を「臨時」に変更[11]。
- 臨時：京都駅前 - 烏丸七条 - 東山七条 - 百万遍 - 叡電元田中 - 高野橋東詰
  - 2022年3月19日：「臨東山」として運行開始[12]。
  - 2025年3月31日：系統案内を「臨時」に変更[11]。
- 86：京都駅前 - 烏丸七条 - 東山七条 - 祇園 - 東山三条（ → 東山仁王門 → ／ ← 神宮道 ← 岡崎公園美術館・平安神宮前 ← ）岡崎公園・動物園前
  - 2022年3月19日：京都バスが参入し、京都市営バス錦林出張所との共同運行を開始。全運行本数の半数を京都バスが担当する[12]。
  - 2024年6月1日：京都駅行きの東山三条 - 祇園を、三条京阪・四条河原町を経由せず東山通を南下するルートに変更する[13]。

## 過去の路線

### 松ケ崎線
- 31：三条京阪南口 – 叡電前 – 高野橋東詰 – 高木町 – 松ケ崎海尻町[14]
  - 1956年8月：運行開始[1]。
  - 1981年5月：高野営業所から嵐山営業所に所属変更。
  - 1993年2月：運行休止。

## 嵐山での乗り継ぎ制度
スルッとKANSAI導入後しばらくしてから嵐山（京福嵐山駅前）停留所において花園線と京都駅線とを相互に乗り継ぎ、かつ通し運賃で利用できるようにするために導入されていた制度である。ただし、スルッとKANSAI共通カードは乗り継ぎ前のみ有効であり、乗り継ぎ後の差額は現金で支払わなければならなかった。2014年3月22日に均一区間が嵐山地区まで拡大された際に廃止された。